# János Pelikán
János Zsombor Pelikán (Budapest, 19 aprile 1995) è un ciclista su strada ungherese che corre per il Team United Shipping. Attivo in formazioni UCI dal 2014 al 2021, è pluri-campione nazionale ungherese Elite.

## Palmarès
- 2014 (Utensilnord, una vittoria)

Campionati ungheresi, Prova a cronometro Under-23
- 2016 (Amplatz-BMC, due vittorie)

Campionati ungheresi, Prova a cronometro Elite
Campionati ungheresi, Prova in linea Elite
- 2017 (Amplatz-BMC, una vittoria)

Campionati ungheresi, Prova a cronometro Elite
- 2019 (Pannon Cycling Team, tre vittorie)

V4 Special Series Vásárosnamény-Ibrány
Grand Prix Cycliste de Gemenc II
2ª tappa Tour de Serbie (Jahorina > Priboj)
- 2021 (Androni Giocattoli-Sidermec, una vittoria)

Prologo Turul României (Timișoara > Timișoara, cronometro)

### Altri successi
- 2021 (Androni Giocattoli-Sidermec)

Classifica miglior ungherese Tour de Hongrie

## Piazzamenti

### Competizioni mondiali
- Campionati del mondo

Toscana 2013 - Cronometro Junior: 61º
Toscana 2013 - In linea Junior: 122º
Doha 2016 - Cronometro Under-23: 24º
Bergen 2017 - In linea Under-23: ritirato

### Competizioni europee
- Campionati europei

Olomouc 2013 - Cronometro Junior: 40º
Plumelec 2016 - Cronometro Under-23: 11º
Plumelec 2016 - In linea Under-23: 102º
Herning 2017 - Cronometro Under-23: 30º
Herning 2017 - In linea Under-23: ritirato
Plouay 2020 - Cronometro Elite: 32º
Plouay 2020 - In linea Elite: ritirato
Trento 2021 - Cronometro Elite: 28º
- Giochi europei

Minsk 2019 - Cronometro Elite: 39º
Minsk 2019 - In linea Elite: 13º